# Stobské pyramidy
Stobské pyramidy (bulharsky Стобски пирамиди) jsou chráněná geologická lokalita poblíž obce Stob v Kjustendilské oblasti v jihozápadním Bulharsku. Území o rozloze 7,4 ha je chráněno jako přírodní památka od roku 1964.

## Geografie a geologie
Lokalita se rozprostírá ve svahu jednoho z hřebenů západní Rily v nadmořské výšce přibližně od 600 do 750 metrů nad východním okrajem obce Stob v obštině Kočerinovo (někdejší antické město a posléze středověká pevnost Stobi), kterou protéká řeka Rila, levostranný přítok řeky Strumy.Území je pokryto množstvím zemních a skalních pyramid převážně kuželovitého tvaru. Některé tvary jsou zakončeny 80 až 120 cm velkými "pokličkami" či "klobouky" z odolnějšího materiálu nebo mají podobu hřibů. Jejich výška se většinou pohybuje mezi 7 až 10 metry, výjimečně tyto tvary dosahují i výšky dvanácti metrů a u základny šířky až 40 metrů. Mezi skupinami pyramid jsou místy rokle a srázy hluboké 30 až 40 metrů.
Základ Stobských pyramid tvoří sedimenty, které se ukládaly v oblasti tzv. Blagoevgradského příkopu v období pliocénu a pleistocénu. Existují zde dvě souvrství – jedno, budované aleurolity (zpevněný klastický sediment aleurit), jíly a pískovci, a druhé, tvořené pískovci a slepenci. Tento materiál se nahromadil na dně mělkého jezera a během pliocénu zde vytvořil vrstvu o mocnosti 200 až 250 metrů. Během čtvrtohor vody jezera ustoupily a vlivem eroze byly postupně vytvořeny současné tvary Stobských pyramid.
Stobské pyramidy jsou jednou ze čtyř bulharských geologických lokalit podobného typu. Jednou z nich jsou Katinské pyramidy poblíž bulharské metropole Sofie, další zemní pyramidy se vyskytují v terciérních štěrkopískových slínech v okolí města Melniku a sousedních obcí Karlanovo (Кърланово), Rožen (Рожен) a Sušica (Сушица) v Blagoevgradské oblasti poblíž hranic s Řeckem, a podobné tvary lze nalézt též v okolí jihobulharského města Kardžali.

## Přístup
Z obce Stob vede na území Stobských pyramid 1,1 km dlouhá naučná stezka. Výchozí bod, nazývaný Crkviště, kam lze ještě dojet autem, je od okraje obce vzdálen 300 metrů, dále je třeba pokračovat pěšky.

## Galerie

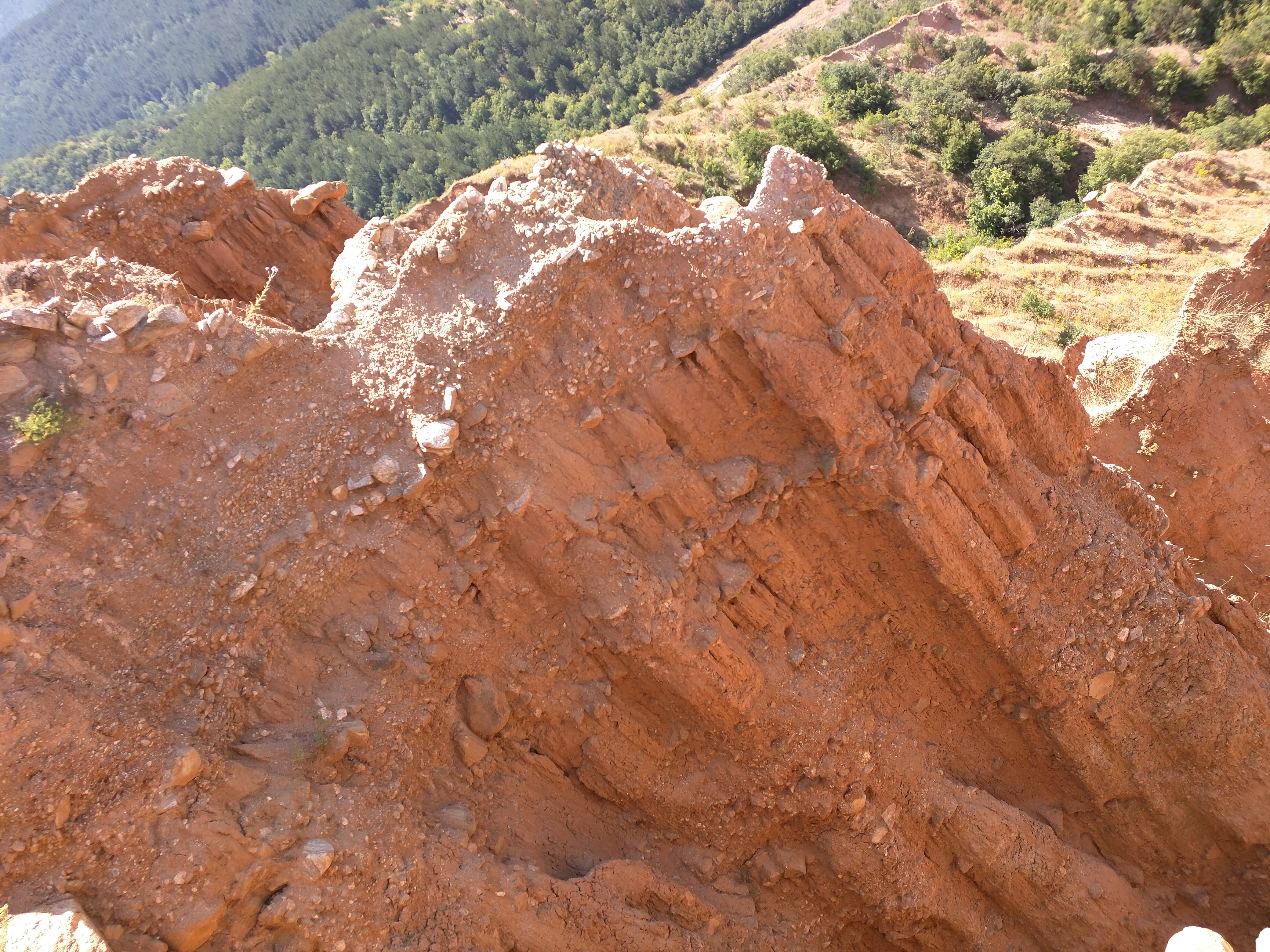
Vrstvy sedimentů
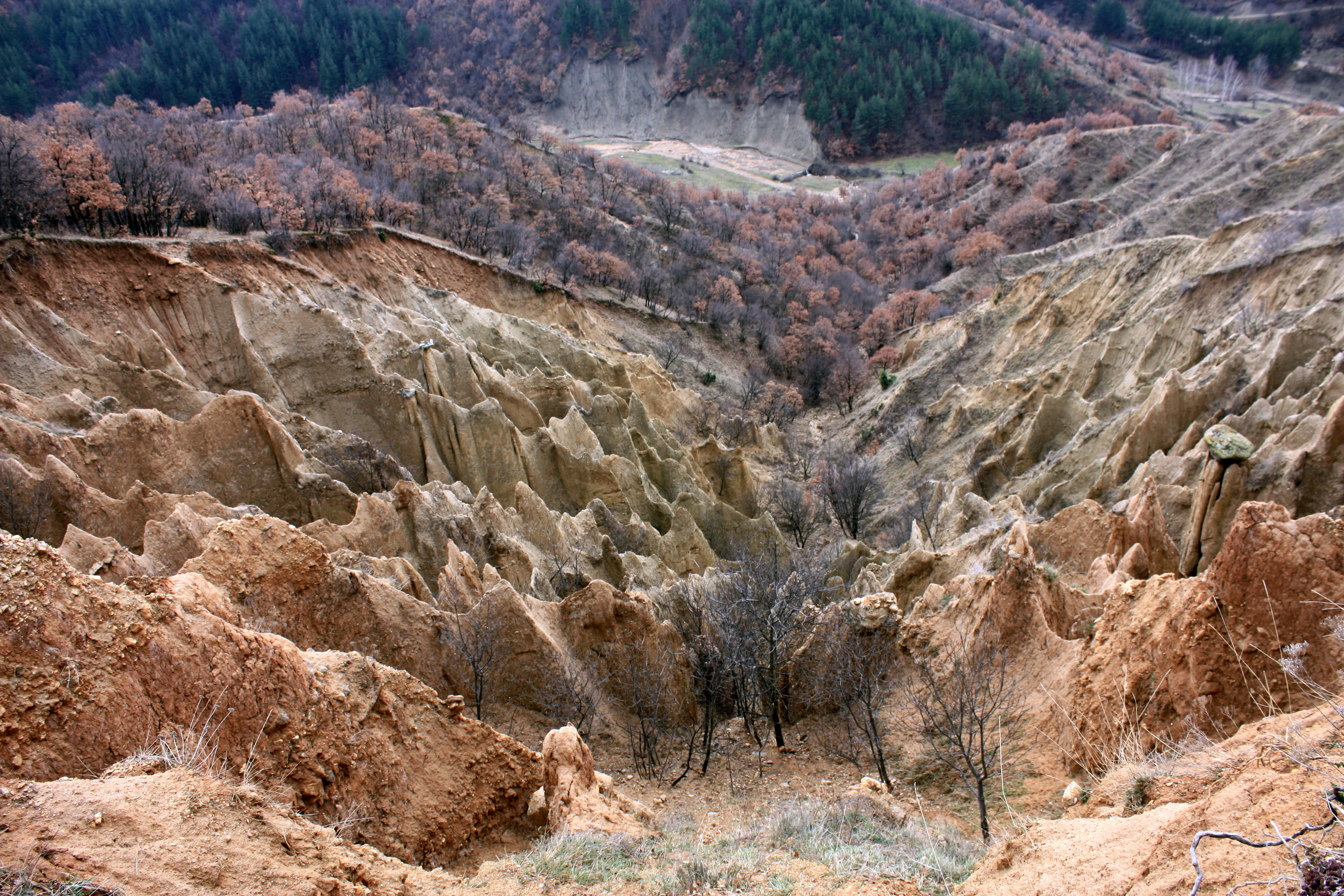
Pohled shora
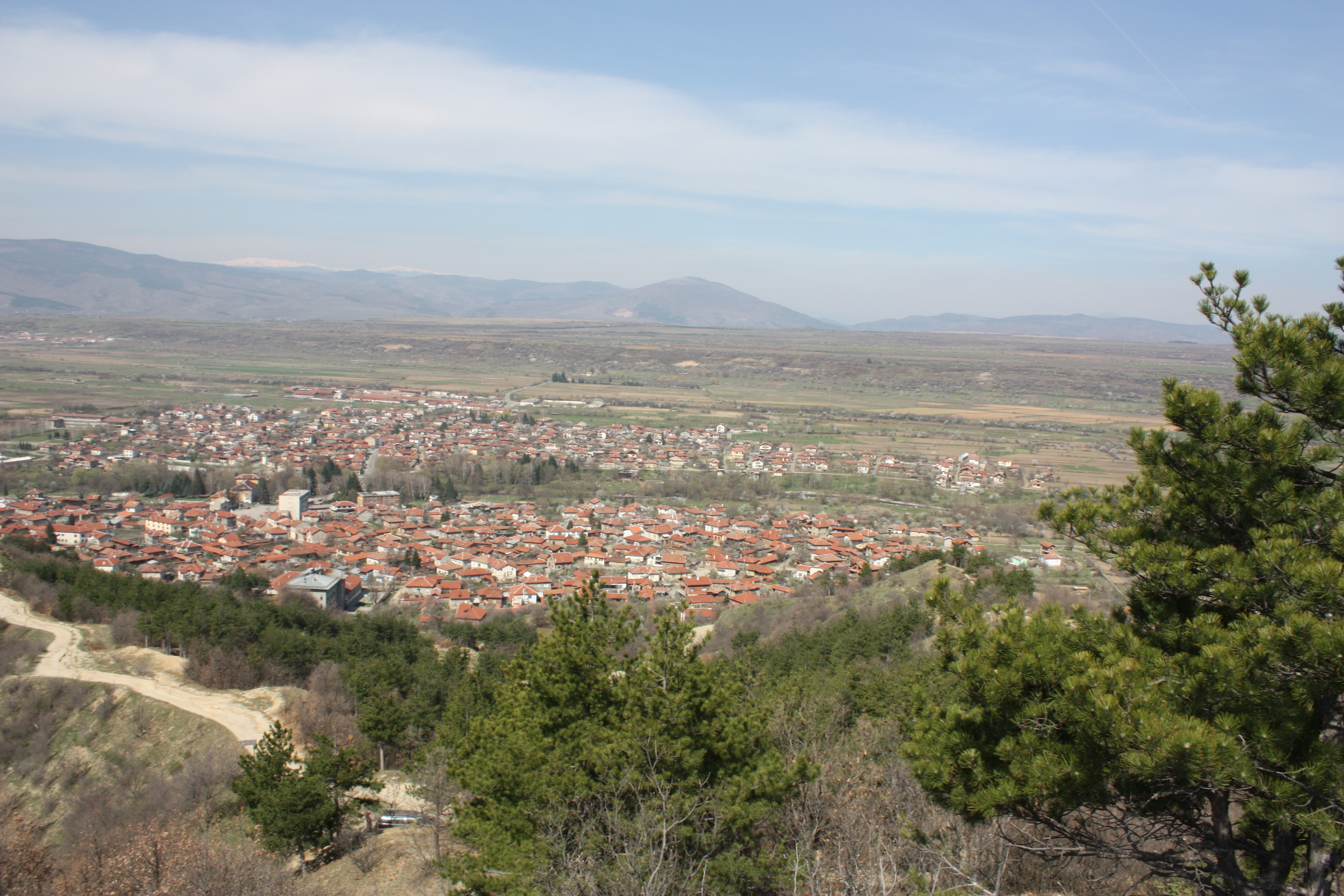
Obec Stob a cesta k pyramidám
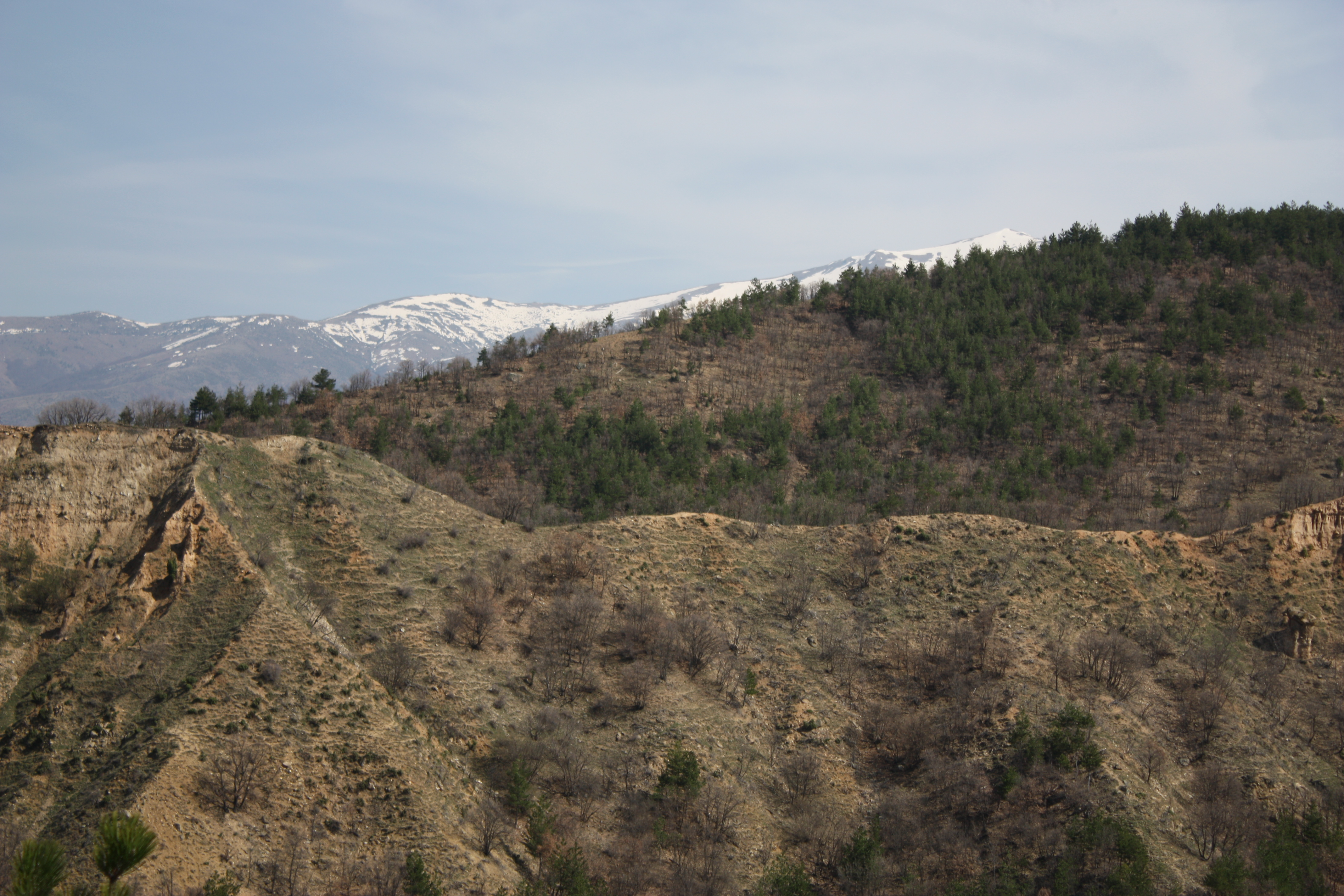
Krajina západní Rily
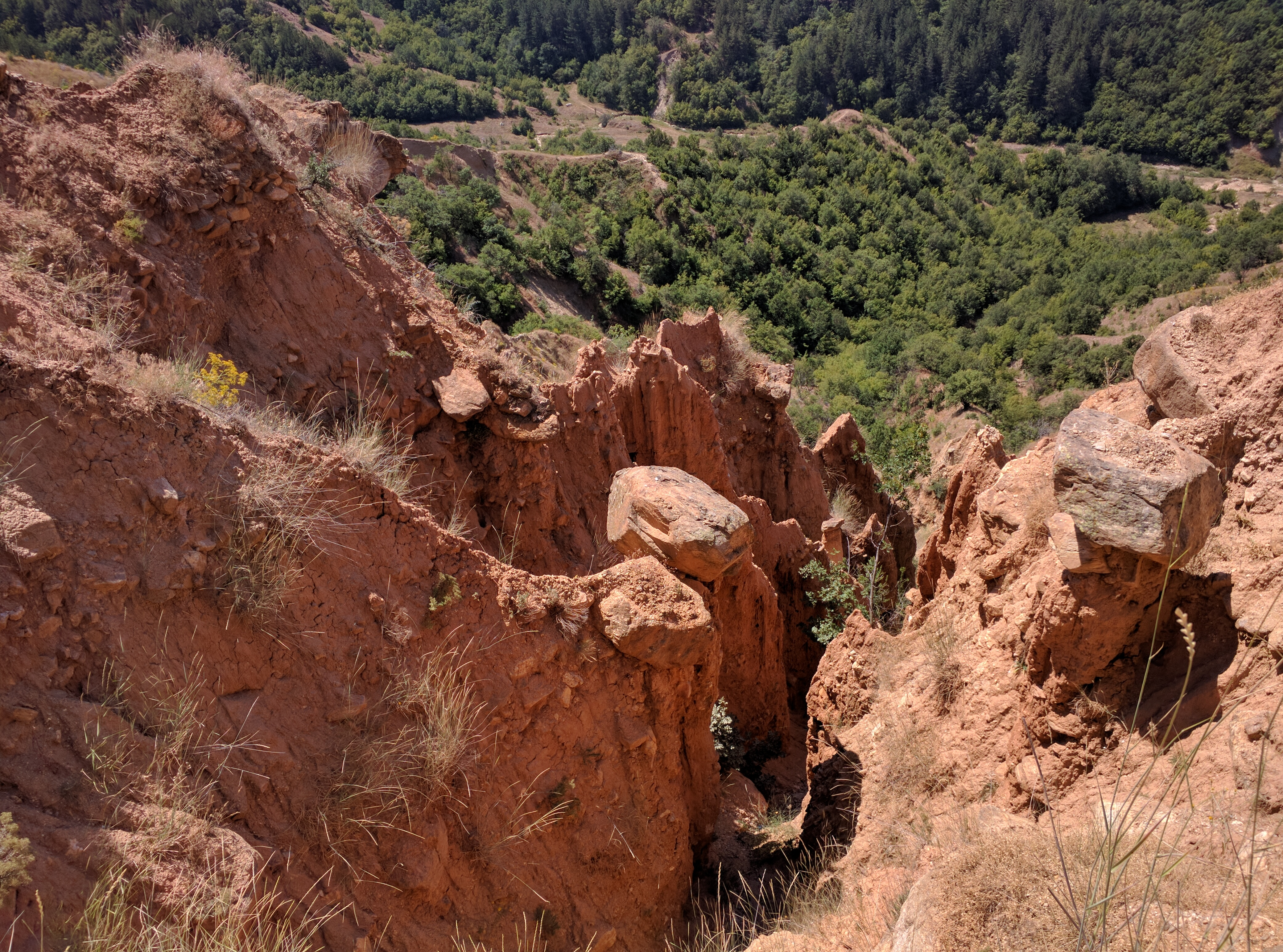
Skalní tvary s "klobouky"